# Melasina praecepta
Melasina praecepta är en fjärilsart som beskrevs av Edward Meyrick 1916. Melasina praecepta ingår i släktet Melasina och familjen säckspinnare. Inga underarter finns listade i Catalogue of Life.